# Wellstedia
Wellstedia là một chi thực vật, trước đây xếp trong họ Boraginaceae nghĩa rộng, nhưng Boraginales Working Group tách nó ra thành họ riêng gọi là Wellstediaceae.

## Mô tả
Các loài cây thân thảo hay cây bụi nhỏ tỏa phân nhiều cành, lớp lông che phủ là lông mịn như lụa, về vĩ mô là áp ép. Lá mọc ở phần trên của thân cây, đôi khi một số mọc ở gốc, thường so le và xếp thành hai dãy trên các cành, lá đơn, không cuống hoặc có cuống, hình mác ngược, hình trứng hoặc trứng ngược. Cụm hoa là xim hoa mọc ở nách lá hoặc suy giảm thành hoa đơn. Hoa mẫu bốn, lưỡng tính; đài hoa xẻ thùy sâu, các thùy từ thẳng đến hình mũi mác, phía xa trục có lông tơ, xếp rời trong nụ; tràng hoa màu hồng đến trắng hoặc hơi vàng, cánh tràng hợp, xẻ sâu thành 4 thùy, ống tràng bên trong có 4 phần nhô ra, thường hợp nhất thành một vòng khác biệt, xếp lợp trong nụ; nhị 4, chỉ nhị rời, bao phấn không thò ra; bộ nhụy hai lá noãn, bầu nhụy hai ngăn, vòi nhụy ở tận cùng với 2 thùy đầu nhụy ngắn, đầu nhụy hai thùy; không có đĩa mật. Quả là quả nang hai mảnh vỏ; hạt 1, hiếm khi 2, hình trứng không đối xứng khi nhìn từ mặt bên, bị ép mạnh ở hai bên, có lông tơ, thường có vòng lông dài hơn gần trụ cán phôi.

## Phân bố
Wellstedia chứa 6 loài, phân bố rời rạc ở các khu vực khô cằn ở phía tây nam và đông bắc châu Phi và Socotra (Thulin & Johansson 1996; Thulin 1998). Wellstedia có thể dễ dàng nhận biết nhờ những bông hoa mẫu bốn và những quả nang hình tim ngược, dẹp bất thường của nó. Wellstedia ban đầu được coi là một phân họ (Wellstedioideae) của Boraginaceae và được hầu hết các tác giả xử lý như vậy, mặc dù một số tác giả cũng coi nó như một họ độc lập.

## Các loài
Bao gồm các loài:
- Wellstedia dinteri Pilg., 1912: Từ Namibia tới bắc tỉnh Cape, Nam Phi.
- Wellstedia filtuensis D.R.Hunt & J.-P.Lebrun, 1975: Ethiopia.
- Wellstedia laciniata Thulin & A.Johanss., 1996: Đông bắc Somalia.
- Wellstedia robusta Thulin, 1999: Đông bắc Somalia.
- Wellstedia socotrana Balf.f., 1884: Đông bắc Somalia và nam Socotra.
- Wellstedia somalensis Thulin & A.Johanss., 1996: Bắc Somalia.